# Inari Corona
L'Inari Corona è una struttura geologica della superficie di Venere.